# AEG C.I
O AEG C.I foi um avião de reconhecimento biplano, monomotor alemão de dois lugares, produzido em pequena quantidade e utilizado pela Luftstreitkräfte na Primeira Guerra Mundial, a partir de 1915. Ele era essencialmente um B.II armado com uma única metralhadora de 7,92 mm Parabellum ou Bergmann (raramente), montada na traseira da cabine do observador.
Equipado com um motor Benz mais potente aumentou a velocidade máxima para mais respeitáveis 140 km/h. Em Outubro de 1915, ele começou a ser substituído pelo C.II.